# Robert Marshak

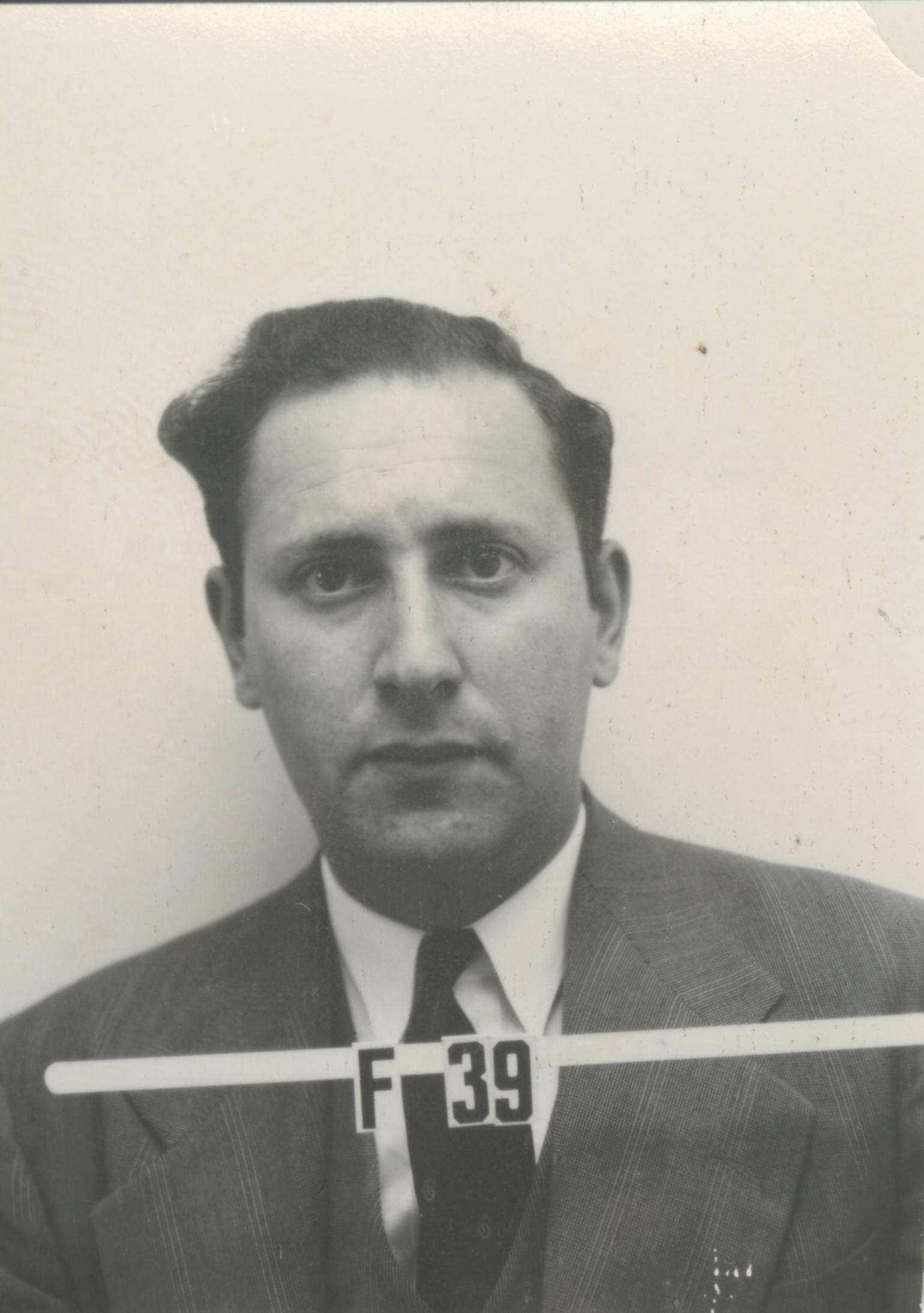
Robert Marshak

Robert Eugene Marshak (* 11. Oktober 1916 in der Bronx, New York City; † 23. Dezember 1992 in Cancún, Mexiko) war ein US-amerikanischer theoretischer Physiker.

## Leben
Marshak war der Sohn armer jüdischer Einwanderer aus Minsk, gewann schon auf der Schule zahlreiche Preise und studierte am City College of New York (das frei von Studiengebühren war) und mit einem Pulitzer-Stipendium an der Columbia University, wo er u. a. bei Isidor Isaac Rabi studierte (zunächst Mathematik und Philosophie) und 1936 seinen Master-Abschluss in Physik machte. Danach ging er an die Cornell University, wo er 1939 bei Hans Bethe mit einer Arbeit über die Energieproduktion in Weißen Zwergen promoviert wurde. Die Arbeit, in der er zeigte, dass deren Energie nicht aus der Wasserstofffusion stammen konnte, gewann er den Morrison-Preis. Mit Bethe arbeitete er auch über weitere Probleme der Astrophysik von Sternen.
Während des Zweiten Weltkriegs war er am Radiation Laboratory des Massachusetts Institute of Technology (MIT), das sich mit Radarentwicklung befasste, beim kanadisch-britischen Atombombenprojekt in Montreal und beim Manhattan-Projekt in Los Alamos, wo er u. a. Stoßwellen bei den sehr hohen Temperaturen einer Atombombenexplosion, bei denen der überwiegende Teil der Materie in Strahlung verwandelt wurde, behandelte („Marshak-Wellen“). Nach dem Krieg war er allerdings 1947 Mitgründer der Federation of American Scientists, die auf Teststop-Abkommen hinarbeiteten und für die Nichtverbreitung von Kernwaffen eintraten.
Gleichzeitig ging er an die University of Rochester, wo er Professor wurde und ab 1950 Chairman des Physik-Departments war. Während seiner Zeit in Rochester war er die treibende Kraft hinter dem Bau von deren Zyklotron-Beschleuniger und der ab 1950 jährlich stattfindenden Rochester-Konferenzen über Elementarteilchenphysik. Bis 1957 fanden sie in Rochester statt, später in wechselnden Ländern als International Conference on High Energy Physics. Marshak sorgte von Anfang an auch für eine Teilnahme von Mitgliedern aus der Sowjetunion, die er regelmäßig besuchte. Wegen seiner zahlreichen internationalen Kontakte war er einer der Gründer des International Centre for Theoretical Physics in Triest, in dessen Science Council er 1965 bis 1975 und 1984 bis 1992 war. Nachdem er sich über Fragen des Umgangs mit Vietnamkriegsprotesten mit dem konservativen Universitätspräsidenten Wallis zerstritten hatte, verließ er 1970 Rochester und wurde bis 1979 Präsident des City College of New York. 1979 wurde er Professor am Virginia Polytechnic Institute, wo er 1992 emeritierte. Ebenso wurde er 1979 Vizepräsident und 1983 Präsident der American Physical Society. Er war seit 1958 Mitglied der National Academy of Sciences der USA, seit 1961 der American Academy of Arts and Sciences und seit 1983 der American Philosophical Society. Er war Alexander von Humboldt Preisträger und dreimal Guggenheim-Fellow.
Zu seinen Studenten zählen Rabindra Mohapatra und George Sudarshan.
Sein Sohn Stephen Marshak ist Geologe.
Robert Marshak starb bei einem Badeunfall in Mexiko.

## Werk
Marshak arbeitete in Kernphysik, Elementarteilchenphysik und Astrophysik. Er ist vor allem bekannt als unabhängiger Entdecker der V-A-Theorie der schwachen Wechselwirkung, zusammen mit seinem Doktoranden George Sudarshan (1957) und unabhängig von Richard Feynman und Murray Gell-Mann. Außerdem war er mit Hans Bethe 1947 einer der ersten, die die Existenz des später Myon genannten Teilchens (damals als Meson bezeichnet) unabhängig vom Pion, dem Austauschteilchen der starken Wechselwirkung, erkannten (Zwei-Mesonen-Hypothese).

## Schriften
- mit E. C. Nelson und Leonard Schiff: Our atomic world. University of New Mexico Press, Albuquerque 1947
- Meson Physics. McGraw Hill 1952
- mit Sudarshan: Elementary Particle Physics. Wiley, New York 1961
- mit Riazzudin und Ryan: Theory of weak interactions in particle physics. Wiley 1969
- Conceptual foundations of modern particle physics. World Scientific 1993